# Rożen Wielki
Rożen Wielki (ukr. Великий Рожин) – wieś na Ukrainie, w rejonie kosowskim obwodu iwanofrankiwskiego.
W okresie międzywojennym w miejscowości stacjonowała placówka Straży Celnej „Rożen Wielki”, a później placówka Straży Granicznej I linii „Rożen”.